# Knut Ipsen
Knut Ipsen (* 9. Juni 1935 in Hamburg; † 17. März 2022 in Bochum) war ein deutscher Jurist und Experte auf dem Gebiet des humanitären Völkerrechts. Er war von 1974 bis 2000 Professor an der Ruhr-Universität Bochum und verfasste mehrere Standardwerke im Bereich des öffentlichen Rechts. Von 1994 bis 2003 wirkte er als Präsident des Deutschen Roten Kreuzes (DRK).

## Leben
Knut Ipsen verschwieg in seinen Lehrveranstaltungen nicht, dass er in seiner Jugend ein recht passabler Boxer gewesen war. Er absolvierte von 1959 bis 1962 ein Studium der Rechtswissenschaften an der Christian-Albrechts-Universität zu Kiel. Vor seinem Referendariat in Schleswig-Holstein von 1964 bis 1967 war er ein Jahr lang als wissenschaftliche Hilfskraft am Institut für Internationales Recht in Kiel tätig. Im Jahr 1967 schloss er sein Studium mit dem zweiten juristischen Staatsexamen und der Promotion zum Thema „Rechtsgrundlagen und Institutionalisierung der atlantisch-westeuropäischen Verteidigung“ ab. Von 1967 bis 1974 arbeitete er als wissenschaftlicher Assistent am Institut für Internationales Recht in Kiel. Nach seiner Habilitation im Jahr 1972 zum Thema „Biologische und chemische Kampfmittel im Völkerrecht“ übernahm er eine  Lehrstuhlvertretung an der Universität Kiel.
Zum Sommersemester 1974 wurde er als Professor für Öffentliches Recht an die Ruhr-Universität Bochum berufen. Von 1979 bis 1989 war er Rektor der Universität. Im Jahr 1988 wurde er Gründungsdirektor des Instituts für Friedenssicherungsrecht und Humanitäres Völkerrecht an der Ruhr-Universität Bochum. Von 1991 bis 1993 fungierte er als Gründungsrektor der Europa-Universität Viadrina in Frankfurt (Oder). Im Juli 2000 wurde er emeritiert.
In den Jahren von 1975 bis 1977 gehörte er der deutschen Regierungsdelegation bei der diplomatischen Konferenz in Genf als Berater an, in deren Ergebnis die ersten beiden Zusatzprotokolle zu den Genfer Konventionen entstanden. Er gründete 1987 zusammen mit Fritz Fabricius, Peter Tettinger und Uwe Hüffer das Institut für Berg- und Energierecht an der Ruhr-Universität Bochum. Von 1986 bis 1994 war er Bundeskonventionsbeauftragter des Deutschen Roten Kreuzes und anschließend von 1994 bis 2003 Präsident des DRK. Darüber hinaus war er seit 1991 Mitglied des Ständigen Schiedshofes in Den Haag und Gründungsmitglied des 1994 gegründeten „Vereins zur Förderung des deutschen & internationalen Wissenschaftsrechts“.
Knut Ipsen war seit 1963 verheiratet und hatte zwei Kinder. Er war der Bruder des Staatsrechtlers Jörn Ipsen. Für sein Wirken erhielt er neben anderen Auszeichnungen die Ehrendoktorwürde mehrerer Universitäten.

## Werke (Auswahl)
- Rechtsgrundlagen und Institutionalisierung der atlantisch-westeuropäischen Verteidigung (= Veröffentlichungen des Instituts für Internationales Recht an der Universität Kiel. 57). Hansischer Gildenverlag Heitmann, Hamburg 1967.
- mit Horst Fischer (Hrsg.): Chancen des Friedens. Analysen, Thesen, Diskussionen (= Militär, Rüstung, Sicherheit. Bd. 35). Nomos, Baden-Baden 1986, ISBN 3-7890-1191-6.
- mit Peter J. Tettinger: Altlasten und kommunale Bauleitplanung. Eine Fallstudie zum Amtshaftungsrecht (= Bochumer Beiträge zum Berg- und Energierecht. Bd. 2). Boorberg, Stuttgart u. a. 1988, ISBN 3-415-01361-8.
- mit Ulrich R. Haltern: Reform des Welthandelssystems?. Perspektiven zum GATT und zur Uruguay-Runde (= Bochumer Schriften zur Entwicklungsforschung und Entwicklungspolitik. Bd. 28). Lang, Frankfurt am Main u. a. 1991, ISBN 3-631-44311-0.
- (Hrsg.): Energiepolitik der Europäischen Gemeinschaften und ihr gemeinschaftsrechtlicher Rahmen. Dokumentation einer Fachtagung des Instituts für Berg- und Energierecht am 24. Juni 1991 in Bochum (= Bochumer Beiträge zum Berg- und Energierecht. Bd. 16). Booberg, Stuttgart u. a. 1992, ISBN 3-415-01694-3.
- mit Walter Poeggel (Hrsg.): Das Verhältnis des vereinigten Deutschlands zu den osteuropäischen Nachbarn. Zu den historischen, völkerrechtlichen und politikwissenschaftlichen Aspekten der neuen Situation (= Bochumer Schriften zur Friedenssicherung und zum humanitären Völkerrecht. Bd. 21). Wissenschaftliche Konferenz anlässlich des 50. Jahrestages der Beendigung des Zweiten Weltkrieges, UVB, Bochum 1993, ISBN 3-8196-0177-5.
- Soziale Dienstleistungen und EG-Recht. Auswirkungen des Europäischen Gemeinschaftsrechts auf die mitgliedstaatliche Förderung sozialer Dienstleistungen im Bereich der freien Wohlfahrtspflege (= Beiträge zur Sozialpolitik und zum Sozialrecht. Bd. 24). Erich Schmidt, Berlin 1997, ISBN 3-503-04088-9.
- mit Christian Raap, Torsten Stein, Armin A. Steinkamm (Hrsg.): Wehrrecht und Friedenssicherung. Festschrift für Klaus Dau zum 65. Geburtstag. Luchterhand, Neuwied u. a. 1999, ISBN 3-472-03023-2.
- mit Rolf D. Herzberg, Klaus Schreiber: Effizient studieren. Rechtswissenschaften (= Edition MLP). Gabler, Wiesbaden 1999, ISBN 3-409-12251-6.
- Völkerrecht. Ein Studienbuch. 6. völlig neu bearbeitete Auflage, begründet von Eberhard Menzel, C.H. Beck, München 2014, ISBN 978-3-406-57294-4.